# 德國國防軍陸軍第550擲彈兵師
德國國防軍陸軍第550擲彈兵師（德語：550. Grenadier-Division）是納粹德國國防軍陸軍的一個步兵師。該師於1944年7月11日組建。
該師組建後，在德國國內駐紮防守。 
該師最後於1944年7月22日解散，其組成部隊歸入第31擲彈兵師。

## 註腳
1. ↑  Mitcham（2007年）